# Rafik Halliche
Rafik Halliche, né le 2 septembre 1986 à Alger, est un footballeur international algérien devenu entraîneur.

## Biographie

### En club
Né le 2 septembre 1986 à Alger, de parents originaires d'Ighil Imoula (wilaya de Tizi Ouzou), Rafik Halliche grandit à Bachdjerrah, quartier de la banlieue Est de la capitale. À l'âge de sept ans, il est inscrit par son père, Mouloud, au CREPS Ben Aknoun. Sept ans plus tard, Rafik rejoint le NA Hussein Dey où il poursuit sa formation footballistique.
Le 30 janvier 2006, il prend part à son premier match avec l'équipe sénior du NAHD. Durant la saison 2006-2007, il devient titulaire et dispute 28 rencontres et marque 1 but. Au mercato d'hiver de la saison 2007-2008, il est repéré et recruté dans la foulée par le Benfica Lisbonne. Ce dernier le prête au CD Nacional afin qu'il s'aguerrisse. Gêné par de nombreuses blessures lors de cette première saison, Rafik n'arrive pas à s'imposer au sein de l'équipe première. L'année suivante, il joue plus souvent et devient titulaire.
Le 22 septembre 2010, Rafik Halliche signe un contrat de 3 ans en faveur du club londonien de Fulham. En août 2011, le défenseur, en manque de temps de jeu, entre en contact avec Swansea, fraîchement promu de Championship. Un accord est trouvé le 31 août 2011 entre le club gallois et Fulham, consistant en un prêt d'une durée de 4 mois. Cependant, la FIFA estime que le contrat est au-delà de la date limite du mercato d'été, et qu'il n'est, de ce fait, pas valable. Le transfert est annulé et Halliche reste finalement à Fulham.
En 2012 durant le mercato d'été, il quitte le club de Fulham pour s'engager avec l'Academica de Coimbra. Il y joue son premier match en Ligue Europa contre le FC Viktoria Plzeň qui se solde par une défaite de 3-1 à l'extérieur. Il quitte le match à la 47e minute à cause d'une blessure. Sa sortie déséquilibre la défense portugaise et les buts s'enchaînent en faveur du club tchèque.
En août 2017, il quitte le Qatar pour rejoindre le club portugais d'Estoril-Praia.
Le 6 août 2018, il signe pour deux saisons au Moreirense FC (D1).

### En sélection

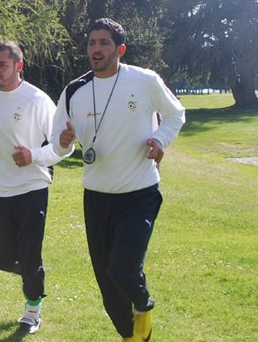
Halliche sous le maillot de l'Algérie en 2010.

Il honore sa première sélection contre le Sénégal le 31 mai 2008, début de la campagne des éliminatoires jumelés CAN et Coupe du monde 2010. 
Il connaît sa première titularisation le 23 mars 2009 lors du déplacement au Rwanda, afin de pallier la défection de Samir Zaoui, défenseur de l'ASO de Chlef. Affichant une solidité défensive suffisante aux yeux de Rabah Saâdane, il est à la surprise générale, reconduit au poste de libéro dans une défense à trois lors du match suivant : réception de l'Égypte à Blida le 7 juin 2009.
Il se trouve être l'un des trois joueurs algériens blessés lors de « l'agression du bus » précédant le match de la sixième journée des éliminatoires. Il participe au match du Caire, le 14 novembre 2009, avec une arcade ouverte et un poignet fissuré, et est contraint de sortir à la 72e minute à cause de crampes. Dans une atmosphère tendue, l'Algérie est défaite (2-0), poussant ainsi les deux équipes à livrer un ultime match en terrain neutre. À la fin du match, Rafik Halliche, n'arrivant plus à marcher, rejoint les vestiaires porté par deux hommes. Quatre jours plus tard, il est de nouveau titulaire à Khartoum (au Soudan) et joue toute la rencontre contre l'Égypte le 18 novembre 2009. 
L'Algérie remporte le match de barrage à Khartoum au Soudan (1-0) obtenant par la même occasion son billet pour le mondial.
Le 14 janvier 2010, dans un match de la CAN 2010 face au Mali, Rafik Halliche parvient à ouvrir à la fois le score et son compteur de buts personnel avec l'Algérie, marquant un but de la tête, sur un coup franc de Karim Ziani.
Lors de cette même CAN lors du match contre l'Egypte en demi-finale,par un arbitrage vicieux et catastrophique ayant lésé les algériens et en faveur des égyptiens, il est exclu à la suite de deux cartons jaunes. Ce match se conclut par une défaite algérienne 4 buts à zéro. Il ne jouera pas le match de la troisième place contre le Nigeria à cause de son expulsion lors du match d'avant. L'Algérie perd le match (0-1) avec ses remplaçants. Pour sa première coupe internationale, l'équipe de Rafik Halliche termine donc quatrième} de la CAN.
Il joue ensuite lors du premier match amical des fennecs en 2010 contre la Serbie au stade du 5-Juillet-1962 à Alger. Le match est perdu (0-3) par les Algériens.
Lors de la Coupe du monde de football 2010 en Afrique du Sud il dispute l'ensemble des trois rencontres disputées par l'Algérie. L’Algérie est éliminée dès le premier tour en finissant dernière de son groupe avec un seul point et zéro but marqué.
Lors de la Coupe du monde de football 2014 au Brésil, le coach et à la surprise générale décide de lui faire confiance et l’aligne lors de tous les matchs de l'Algérie comme défenseur central (aligné avec Bougherra puis avec Belkalem), il devient ainsi le joueur algérien qui a disputé le plus de matchs en Coupe du monde (7 matchs) dépassant ainsi Mahmoud Guendouz qui totalisait 6 matchs. Il réussit à marquer le 2e but lors du match Algérie-Corée du Sud soldé par la victoire de l'Algérie 4 à 2.
Le 20 juillet 2019 au lendemain du sacre de l'Algérie à la CAN 2019 il décide de prendre sa retraite internationale.

## Statistiques
| Saison                | Club                  | Championnat           | Championnat | Championnat | Coupe(s) nationale(s) | Coupe(s) nationale(s) | Compétition(s) continentale(s) | Compétition(s) continentale(s) | Compétition(s) continentale(s) | Total | Total |
| Saison                | Club                  | Division              | M.          | B.          | M.                    | B.                    | Comp.                          | M.                             | B.                             | M.    | B.    |
| 2005-2006             | NA Hussein Dey        | 1                     | 1           | 0           | 0                     | 0                     | C3                             | 0                              | 0                              | 1     | 0     |
| 2006-2007             | NA Hussein Dey        | 1                     | 28          | 1           | 1                     | 0                     | -                              | -                              | -                              | 29    | 1     |
| 2007-2008             | NA Hussein Dey        | 1                     | 16          | 0           | 0                     | 0                     | -                              | -                              | -                              | 16    | 0     |
| 2007-2008             | CD Nacional (prêt)    | 1                     | 3           | 0           | 0                     | 0                     | -                              | -                              | -                              | 3     | 0     |
| 2008-2009             | CD Nacional (prêt)    | 1                     | 15          | 0           | 5                     | 0                     | -                              | -                              | -                              | 20    | 0     |
| 2009-2010             | CD Nacional (prêt)    | 1                     | 15          | 0           | 1                     | 0                     | C3                             | 6                              | 1                              | 22    | 1     |
| 2010-2011             | Fulham FC             | 1                     | 1           | 0           | 1                     | 0                     | -                              | -                              | -                              | 2     | 0     |
| 2011-2012             | Fulham FC             | 1                     | 0           | 0           | 0                     | 0                     | C3                             | 0                              | 0                              | 0     | 0     |
| 2012-2013             | Académica de Coimbra  | 1                     | 9           | 0           | 3                     | 1                     | C3                             | 2                              | 0                              | 14    | 1     |
| 2013-2014             | Académica de Coimbra  | 1                     | 20          | 0           | 2                     | 0                     | -                              | -                              | -                              | 22    | 0     |
| 2014-2015             | Qatar SC              | 1                     | 21          | 2           | 0                     | 0                     | -                              | -                              | -                              | 21    | 2     |
| 2015-2016             | Qatar SC              | 1                     | 9           | 0           | 0                     | 0                     | -                              | -                              | -                              | 9     | 0     |
| 2016-2017             | Qatar SC              | 2                     | 15          | 0           | 0                     | 0                     | -                              | -                              | -                              | 15    | 0     |
| 2017-2018             | GD Estoril-Praia      | 1                     | 23          | 2           | 1                     | 0                     | -                              | -                              | -                              | 24    | 2     |
| 2018-2019             | Moreirense FC         | 1                     | 21          | 1           | 1                     | 0                     | -                              | -                              | -                              | 22    | 1     |
| Total sur la carrière | Total sur la carrière | Total sur la carrière | 197         | 6           | 15                    | 1                     | -                              | 8                              | 1                              | 220   | 8     |

## En sélection nationale
| Saison                | Sélection             | Phases finales                    | Phases finales | Phases finales | Phases finales | Éliminatoires CDM | Éliminatoires CDM | Éliminatoires CDM | Éliminatoires CAN | Éliminatoires CAN | Éliminatoires CAN | Matchs amicaux | Matchs amicaux | Matchs amicaux | Total | Total | Total |
| Saison                | Sélection             | Compétition                       | M              | B              | Pd             | M                 | B                 | Pd                | M                 | B                 | Pd                | M              | B              | Pd             | M     | B     | Pd    |
| --------------------- | --------------------- | --------------------------------- | -------------- | -------------- | -------------- | ----------------- | ----------------- | ----------------- | ----------------- | ----------------- | ----------------- | -------------- | -------------- | -------------- | ----- | ----- | ----- |
| 2007-2008             | Algérie               | -                                 | -              | -              | -              | 2                 | 0                 | 0                 | -                 | -                 | -                 | 0              | 0              | 0              | 2     | 0     | 0     |
| 2008-2009             | Algérie               | -                                 | -              | -              | -              | 3                 | 0                 | 0                 | -                 | -                 | -                 | 0              | 0              | 0              | 3     | 0     | 0     |
| 2009-2010             | Algérie               | CAN 2010 4e + Coupe du monde 2010 | 5+3            | 1+0            | 0              | 4                 | 0                 | 0                 | -                 | -                 | -                 | 3              | 0              | 0              | 15    | 1     | 0     |
| 2010-2011             | Algérie               | -                                 | -              | -              | -              | -                 | -                 | -                 | 1                 | 0                 | 0                 | -              | -              | -              | 1     | 0     | 0     |
| 2011-2012             | Algérie               | -                                 | -              | -              | -              | -                 | -                 | -                 | 0                 | 0                 | 0                 | -              | -              | -              | 0     | 0     | 0     |
| 2012-2013             | Algérie               | CAN 2013                          | 2              | 0              | 0              | 0                 | 0                 | 0                 | 0                 | 0                 | 0                 | 2              | 0              | 0              | 4     | 0     | 0     |
| 2013-2014             | Algérie               | Coupe du monde 2014               | 4              | 1              | 0              | -                 | -                 | -                 | -                 | -                 | -                 | 4              | 0              | 0              | 8     | 1     | 0     |
| 2014-2015             | Algérie               | CAN 2015                          | 1              | 0              | 0              | -                 | -                 | -                 | 3                 | 1                 | 0                 | 1              | 0              | 0              | 5     | 1     | 0     |
| 2018-2019             | Algérie               | CAN 2019                          | 1              | 0              | 0              | -                 | -                 | -                 | 1                 | 0                 | 0                 | 0              | 0              | 0              | 2     | 0     | 0     |
| 2019-2020             | Algérie               | -                                 | -              | -              | -              | -                 | -                 | -                 | -                 | -                 | -                 | 1              | 0              | 0              | 1     | 0     | 0     |
| Total sur la carrière | Total sur la carrière | Total sur la carrière             | 16             | 2              | 0              | 9                 | 0                 | 0                 | 5                 | 1                 | 0                 | 11             | 0              | 0              | 41    | 3     | 0     |

### Matchs internationaux
La liste ci-dessous dénombre toutes les rencontres de l'Équipe d'Algérie de football auxquelles Rafik Halliche prend part, du 31 mai 2008 jusqu'au 9 septembre 2019

## Palmarès
- Algérie

- Coupe du monde
  - Huitième de finaliste en 2014
  - Premier tour  en 2010

- Coupe d'Afrique des nations
  - Vainqueur en 2019

## Décorations
- Achir de l'ordre du Mérite national d'Algérie.